# Acord de 6/4
En l'harmonia tonal, un acord de sexta i quarta o acord de 6/4 és un acord tríada escrit en segona inversió (amb la quinta al baix), és a dir, donat un baix qualsevol, les altres notes de l'acord estaran a un interval harmònic de 4a i de 6a respectivament.

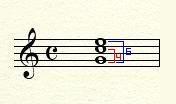
Acord de quarta i sexta

## Generalitats
- L'acord es xifra en l'harmonia clàssica amb les xifres "6" i "4", l'una damunt de l'altra, indicant la distància amb el baix.
  - La segona inversió de l'acord de quinta disminuïda situat a la supertònica del mode menor, anomenat "Acord de quarta augmentada i sexta" es xifra de la mateixa manera que les dues primeres espècies.
- En l'acord de 6/4, la quarta del baix es caracteritza per un so una mica dur, encara que brillant, i per la inestabilitat. Això és perquè, la quarta ha de ser tractada com un interval dissonant, exigint preparació i resolució.
  - Això es refereix especialment a la quarta només, per tant, la segona inversió d'una tríada. De fet, la realització de la segona inversió de l'acord disminuït col·locat sobre la segona del mode menor és molt més flexible.
- La preparació es realitza, normalment, de la següent manera: una de les notes és una nota real de l'anterior acord i l'altra ha d'arribar per moviment conjunt. Com segueix:

- Aquest acord ha d'estar complet, si no, hi hauria una impressió tonal.

- El paper de l'acord de 6/4 és diferent depenent del temps en què es trobi: En temps fort trobem l'acord de 6/4 cadencial. Sobre el temps feble, trobem el 6/4 d'unió.

## Acord de 6/4 cadencial
L'acord de 6/4 cadencial és emprat sobre la dominant (V) - i també, de vegades, sobre la tònica (I) en les cadències. Normalment és encadenat amb la fonamental.
Aquest té un caràcter molt tonal: dona un efecte inevitablement d'estar en un dominant. Com a resultat, sovint s'utilitza per portar a la modulació, intercalant entre l'acord preparatori i el de dominant.

### Resolució
L'acord s'ha de resoldre per moviment oblic: el baix es manté en el seu lloc i la tónica baixa a la sensible. Mentrestant, la tercera de l'acord baixa un grau per obtindre la quarta i la sexta.
- Com hem vist, la quarta i la sexta -és a dir, la fonamental i la tercera- de l'acord de 6/4 són les dues notes atractives. Això es deriva del fet que aquestes dues notes estan relacionats amb appoggiatures superiors. Per tant, podem analitzar l'acord de 6/4 cadencial com un acord de dominant amb appoggiatura superior simultània en la tercera i la quinta.

- Si almenys un dels pols de la quarta, o es manté en el seu lloc -per uníson o enharmonia-, o es manté descendent per un semitò tant diatònic com cromàtic, o un to, considerem que la quarta en qüestió es té una resolució irregular.

- Exemples:

### Paper harmònic i tonal
L'acord de 6/4 cadencial pot actuar com un acord preparatori Exemples:

## Altres acords de 6/4
En posició estratègica, i també la cadència quart i sisè lloc, ens trobem amb la segona inversió d'un acord de tres notes, ja sigui en el quart grau dels dos modes, ja sigui en el segon grau del mode menor.
- 6/4 d'unió:

En aquest cas, la quarta s'ha de preparar per moviment oblic. Per resoldre-la, també cal fer moviment oblic o conjunt: un dels dos pols de la quarta roman mentre que l'altre es mou a un grau conjunt.